# Ludiente
Ludiente település Spanyolországban, Castellón tartományban. Ludiente Arañuel, Argelita, Castillo de Villamalefa, Cirat, Lucena del Cid, Zucaina, Toga és Torrechiva községekkel határos. Lakosainak száma 175 fő (2024).

## Népesség
A település népessége az elmúlt években az alábbi módon változott:
| Lakosok száma | 218  | 206  | 185  | 192  | 200  | 175  | 170  | 141  | 155  | 175  |
|               | 2001 | 2004 | 2006 | 2009 | 2011 | 2014 | 2016 | 2019 | 2021 | 2024 |